# Gwido Langer
Gwido Karol Langer (ur. 2 września 1894 w Żylinie, zm. 30 marca 1948 w Kinross) – podpułkownik dyplomowany piechoty Wojska Polskiego, kierownik Biura Szyfrów, gdzie pod jego dowództwem w roku 1932 grupa polskich kryptologów złamała system niemieckiej maszyny szyfrowej Enigma. W lipcu 1939 roku przekazał te informacje aliantom.

## Życiorys
Urodził się w Żylinie, w komitacie Trencsen Królestwa Węgier. Młodość spędził w Cieszynie, z którego wywodziła się jego rodzina. Ukończył szkołę realną w Cieszynie.
Od 17 września 1911 do 31 sierpnia 1914 był słuchaczem Terezjańskiej Akademii Wojskowej w Wiener Neustadt. W czasie I wojny światowej walczył w szeregach 16 pułku piechoty Obrony Krajowej. Na porucznika został awansowany ze starszeństwem z 1 maja 1915. Od 4 czerwca 1916 do 2 grudnia 1918 przebywał w rosyjskiej niewoli. Następnie w 5 Dywizji Syberyjskiej. Kilkukrotnie ranny, dwukrotnie trafił do niewoli, z której udało mu się zbiec.
Po ucieczce z sowieckiego obozu jenieckiego wrócił do służby w Wojsku Polskim. 24 stycznia 1922 roku został mianowany II oficerem sztabu w Dowództwie 1 Dywizji Górskiej w Białej. 3 maja 1922 roku został zweryfikowany w stopniu kapitana ze starszeństwem z dniem 1 czerwca 1919 roku i 388. lokatą w korpusie oficerów piechoty. 23 października 1923 roku został przydzielony do Wyższej Szkoły Wojennej w Warszawie, w charakterze słuchacza V Kursu Normalnego. 1 grudnia 1924 roku awansował na majora ze starszeństwem z dniem 15 sierpnia 1924 roku i 133. lokatą w korpusie oficerów piechoty. Z dniem 1 października 1925 roku, po ukończeniu kursu i uzyskaniu dyplomu naukowego oficera Sztabu Generalnego, przydzielony został do Oddziału I Sztabu Generalnego, na stanowisko kierownika Referatu Mobilizacji Materiałowej. W listopadzie 1927 roku został przeniesiony do kadry oficerów piechoty z równoczesnym przydziałem do 1 Dywizji Piechoty Legionów w Wilnie na stanowisko szefa sztabu. 5 stycznia 1930 roku został przeniesiony do Oddziału II Sztabu Głównego, w którym objął stanowisko kierownika Referatu Radiowywiadu. Na podpułkownika awansował ze starszeństwem z dniem 1 stycznia 1931 roku w korpusie oficerów piechoty. W tym samym roku został kierownikiem Biura Szyfrów. Pełniąc służbę sztabową pozostawał oficerem nadetatowym 4 pułku strzelców podhalańskich w Cieszynie.
W 1932 roku pod jego kierownictwem kryptolodzy Marian Rejewski, Jerzy Różycki i Henryk Zygalski złamali szyfry niemieckiej Enigmy. W lipcu 1939 roku przekazał dane na temat kodów Enigmy aliantom, dzięki czemu uzyskali narzędzie, które w istotny sposób przyczyniło się do ich zwycięstwa II wojnie światowej.
Po kampanii wrześniowej 1939 roku kierował ekipą kryptologów we Francji, a po kapitulacji państwa francuskiego podjął współpracę z wywiadem brytyjskim w „wolnej strefie”. Po zajęciu Francji Vichy przez Niemców podjął w marcu 1943 roku próbę przejścia do Hiszpanii, ale został aresztowany w pobliżu Perpignan, razem z zastępcą mjr. Maksymilianem Ciężkim. Aresztowanie było wynikiem zdrady przewodnika, który miał przeprowadzić Polaków przez Pireneje. Do końca wojny więziony w Niemczech, w więzieniu zaprzeczył złamaniu szyfrów Enigmy, dowodząc, że jest to niemożliwe od czasu wprowadzenia zmian w jej mechanizmie w 1938 roku, co zapobiegło zmienieniu przez Niemców systemu szyfrującego.
Po zakończeniu wojny wyjechał do Londynu, gdzie rozpoczął pracę dla polskiego radiowywiadu w Kinross. W 1947 roku przeniesiony do rezerwy. Zmarł 30 marca 1948 roku w nędzy w hotelu w Kinross i został pochowany w nieoznakowanym grobie na cmentarzu Wellshill w Perth. 1 grudnia 2010 roku jego prochy ekshumowano i pochowano 10 grudnia na Cmentarzu Komunalnym w rodzinnym Cieszynie.
W roku 2012 jedna z ulic w Cieszynie została nazwana jego imieniem.
W 2015 roku Bogusław Wołoszański nakręcił 4-odcinkowy cykl "Sensacje XX wieku – Enigma". Postać Gwido Langera zagrał w nim aktor Ireneusz Czop.
27 listopada 2023 minister obrony narodowej nadał Regionalnemu Centrum Informatyki Wrocław imię płk. Gwido Karola Langera.

## Ordery i odznaczenia
- Krzyż Wielki Orderu Odrodzenia Polski – pośmiertnie 29 listopada 2010 „za wybitne zasługi dla niepodległości Rzeczypospolitej Polskiej, za udział w rozwiązaniu szyfru «Enigma»”[14]
- Krzyż Kawalerski Orderu Odrodzenia Polski – 10 listopada 1933 „za zasługi na polu bezpieczeństwa wojska”[15]
- Krzyż Walecznych dwukrotnie[16]
- Złoty Krzyż Zasługi – 10 listopada 1928 „w uznaniu zasług położonych w poszczególnych działach pracy dla wojska”[17]
- Medal Niepodległości 2 sierpnia 1931 „za pracę w dziele odzyskania niepodległości”[18]
- Medal Zwycięstwa[16]
- Brązowy Medal Zasługi Wojskowej z mieczami na wstążce Krzyża Zasługi Wojskowej[3]